# Mircea II le Jeune
Mircea II le Jeune, ou Mircea cel Tânăr (né en 1428 et mort en 1447), est prince de Valachie d'avril à l'été 1442 puis corégent de son père de 1446 à 1447.

## Biographie
Mircea II  est le fils aîné de Vlad II le Dragon (Vlad Dracul), et le frère de Vlad III l'Empaleur (Vlad Țepeș) et de Radu III l'Élégant (Radu cel Frumos). Il tient son surnom des chroniqueurs, qui le choisirent pour le différencier de son grand-père Mircea Ier l'Ancien  (Mircea cel Bătrân).
Capturé avec son père à la suite d'une campagne de Jean Hunyade, le régent de Hongrie, au sud des Carpates du 23 novembre au 4 décembre 1447, il est exécuté. Selon la légende, il meurt enterré vivant par les boyards de Târgoviște auxquels il s'opposait avec son père. Plus tard il est inhumé par son frère Vlad III l'Empaleur dans l'église de Tirgsor.